# Општина Дорна Кандренилор (Сучава)
Дорна Кандренилор (рум. Dorna Cândrenilor) општина је у Румунији у округу Сучава.
Oпштина се налази на надморској висини од 851 m.